# A magyar labdarúgó-válogatott mérkőzései 1974-ben
A magyar labdarúgó-válogatottnak 1974-ben nyolc találkozója volt. Az év során három kapitány volt. 39 mérkőzés levezénylése után távozott Illovszky Rudolf, utóda Bozsik József mindössze egy meccsen ült a kispadon, megromlott egészsége miatt távozott. A következő kapitánynak már Eb-selejtezőkön kellett bizonyítania, neki is csak hat találkozó vezetése jutott 1975 tavaszáig.
Tavasszal a barátságos meccsek között említésre érdemes a dortmundi NSZK elleni találkozó, a két hónappal később világbajnok nyugatnémet csapatban nyolc aranyérmes labdarúgó volt, többek közt Franz Beckenbauer, Bonhof, Gerd Müller.
A következő mérkőzés, Székesfehérváron Jugoszlávia ellen, Albert Flórián búcsújátéka volt.
Szövetségi kapitányok:
- Illovszky Rudolf 484–486.
- Bozsik József    487.
- Moór Ede         488–491.

## Eredmények
484. mérkőzés
| 1974. március 31. |

| Magyarország            | 3–1             | Bulgária             |
| ----------------------- | --------------- | -------------------- |
| Fazekas 5' 45' Bene 57' | (2–0) Részletek | Bonev 74' (11-esből) |

| ZTE stadion, Zalaegerszeg Nézőszám: 20 000 Játékvezető: Marjan Rauš (YUG) |

485. mérkőzés
| 1974. április 17. |

| NSZK                                                       | 5–0             | Magyarország |
| ---------------------------------------------------------- | --------------- | ------------ |
| Wimmer 11' Hölzenbein 53' H. Kremers 68' G. Müller 73' 88' | (1–0) Részletek |              |

| Westfallenstadion, Dortmund Nézőszám: 54 000 Játékvezető: Robert Schaut (BEL) |

486. mérkőzés
| 1974. május 29. |

| Magyarország                        | 3–2             | Jugoszlávia                   |
| ----------------------------------- | --------------- | ----------------------------- |
| Máté 55' 85' Fazekas 65' (11-esből) | (0–2) Részletek | Popivoda 18' J. Jerkovics 21' |

| Sóstói Stadion, Székesfehérvár Nézőszám: 16 000 Játékvezető: Heinz Aldinger (GER) |

487. mérkőzés
| 1974. szeptember 28. |

| Ausztria   | 1–0             | Magyarország |
| ---------- | --------------- | ------------ |
| Krankl 16' | (1–0) Részletek |              |

| Práter-stadion, Bécs Nézőszám: 40 000 Játékvezető: Walter Hungerbühler (SUI) |

488. mérkőzés – Eb-selejtező
| 1974. október 13. |

| Luxemburg       | 2–4             | Magyarország                              |
| --------------- | --------------- | ----------------------------------------- |
| Dussier 14' 24' | (2–2) Részletek | Horváth J. 18' Nagy L. 30' 55' Bálint 70' |

| Municipal Stadion, Luxembourg Nézőszám: 3 000 Játékvezető: Magnús Pétursson (ICE) |

489. mérkőzés – Eb-selejtező
| 1974. október 30. |

| Wales                     | 2–0             | Magyarország |
| ------------------------- | --------------- | ------------ |
| Griffiths 57' Toshack 87' | (0–0) Részletek |              |

| Ninian Park, Cardiff Nézőszám: 15 000 Játékvezető: Antonio Garrido (POR) |

490. mérkőzés
| 1974. november 10. |

| Bulgária | 0–0       | Magyarország |
| -------- | --------- | ------------ |
|          | Részletek | Bálint 30′   |

| Jurij Gagarin-stadion, Várna Nézőszám: 8 000 Játékvezető: Anatolij Ivanovics Ivanov (URS) |

491. mérkőzés
| 1974. december 4. |

| Magyarország           | 1–0             | Svájc |
| ---------------------- | --------------- | ----- |
| Fazekas 42' (11-esből) | (1–0) Részletek |       |

| Tiszaligeti stadion, Szolnok Nézőszám: 20 000 Játékvezető: Adolf Mathias (AUT) |